# Pseudohelina nigritarsis
Pseudohelina nigritarsis är en tvåvingeart som först beskrevs av Jaennicke 1867.  Pseudohelina nigritarsis ingår i släktet Pseudohelina och familjen husflugor. Inga underarter finns listade i Catalogue of Life.